# Green Lowther
Green Lowther är en kulle i Storbritannien.   Den ligger i kommunen South Lanarkshire och riksdelen Skottland, i den centrala delen av landet, 500 km nordväst om huvudstaden London. Toppen på Green Lowther är 732 meter över havet, eller 159 meter över den omgivande terrängen. Bredden vid basen är 1,0 km.
Terrängen runt Green Lowther är huvudsakligen lite kuperad. Runt Green Lowther är det mycket glesbefolkat, med 6 invånare per kvadratkilometer. Närmaste större samhälle är Moffat, 18,7 km öster om Green Lowther. Trakten runt Green Lowther består i huvudsak av gräsmarker.